# ニーナ南
ニーナ 南（にーな みなみ、1985年12月30日 - ）は、日本のグラビアアイドル。茨城県出身。

## 人物・来歴
デビュー当初は「新名 美波」（にいな みなみ）という芸名だったが、2006年に「ニーナ南」に改名している。
当時の所属事務所はフィットワン。
2007年以降、目立った芸能活動は確認されていない。
2010年1月現在、事務所所属タレント欄から名前は消えている。

## 出演・作品

### 雑誌
グラビアページ等に登場
- 週刊ヤングマガジン
- 週刊ヤングサンデー
- 週刊プレイボーイ

他

### 写真集
- ニーナ（2004年11月19日、竹書房）

### イメージビデオ
- ニーナ（2004年11月19日、竹書房）
- Nudy（2005年6月25日、ジャパンホームビデオ）

### キャンペーンキャラクター
- 日本コカ・コーラWeb広告「buzz」（2006年） - イメージガール